# اچ‌ام‌اس کمبریج (۱۶۶۶)
اچ‌ام‌اس کمبریج (۱۶۶۶) (به انگلیسی: HMS Cambridge (1666)) یک کشتی بود که طول آن ۱۲۱ فوت (۳۷ متر) بود.